# Tabernash
Tabernash è un centro abitato (census-designated place) degli Stati Uniti d'America, situato nella contea di Grand dello stato del Colorado. Nel censimento del 2000 la popolazione era di 165 abitanti.

## Geografia fisica
Secondo i rilevamenti dell'United States Census Bureau, Tabernash si estende su una superficie di 10,5 km².